# Speed of Life
Speed of Life è un brano musicale strumentale composto e registrato dal cantautore britannico David Bowie e facente parte del suo album Low del 1977.
Il pezzo venne pubblicato su singolo come B-side del 45 giri Be My Wife nel giugno 1977.

## Il brano
Speed of Life è la traccia d'apertura dell'album Low,  inizia per mezzo di una assolvenza creando nell'ascoltatore occasionale la bizzarra sensazione di essere arrivato a portata d'orecchio di qualcosa di già iniziato. Il brano è caratterizzato dal suono dei sintetizzatori e del rullante distorto della batteria di Denny Davis che disegnano una incalzante linea melodica rock. Così come era iniziato, il brano sfuma poi in dissolvenza nel finale. Primo strumentale nella carriera di Bowie, apre l'album in maniera nettamente diversa rispetto a qualsiasi suo precedente lavoro.
Inizialmente, il brano avrebbe dovuto avere una traccia vocale, ma Bowie abbandonò l'idea dopo vari tentativi, decidendo che fosse meglio lasciarlo così com'era.

## Esecuzione dal vivo
Un'esecuzione del pezzo della primavera '78, venne inclusa nell'album dal vivo Stage.

## Formazione
- David Bowie: Sintetizzatore ARP, Chamberlin
- Carlos Alomar: Chitarra
- George Murray: Basso
- Dennis Davis: Batteria
- Roy Young: Pianoforte
- Tony Visconti: Produzione

## Cover
- ST-37 - Only Bowie (1995)